# Iwan Czużajkin
Iwan Czużajkin (ur. 1895 we wsi Chołmanka w guberni samarskiej, zm. 1967 w Smoleńsku) – oficer NKWD, jeden z wykonawców zbrodni katyńskiej.

## Życiorys
Miał wykształcenie podstawowe, w 1918 wstąpił do Armii Czerwonej, a w 1930 do WKP(b). Od maja 1939 do lipca 1941 był starszym nadzorcą więzienia Zarządu NKWD-Ludowego Komisariatu Bezpieczeństwa Państwowego obwodu smoleńskiego. Brał udział w mordowaniu polskich jeńców w lesie katyńskim, za co 26 października 1940 szef NKWD Ławrientij Beria przyznał mu nagrodę pieniężną. Po wojnie pracował m.in. w Zarządzie MGB obwodu smoleńskiego w stopniu młodszego porucznika.

## Odznaczenia
- Order Czerwonej Gwiazdy (25 lipca 1949)
- Medal „Za zasługi bojowe” (19 stycznia 1945)

I jeden inny medal.